# Lê Tuấn Hoa
Lê Tuấn Hoa (sinh năm 1957 tại Thanh Hóa) là một nhà toán học Việt Nam, ông là giáo sư, tiến sĩ khoa học, viện sĩ Viện Hàn lâm Khoa học Thế giới thứ ba (từ năm 2011), nguyên viện trưởng Viện Toán học Việt Nam (nhiệm kì 2013 - 2017).

## Sự nghiệp
Lê Tuấn Hoa tốt nghiệp đại học năm 1980 tại Đại học quốc gia Belarus. Ông bảo vê luận án tiến sĩ năm 1990 Đại học Martin Luther Halle-Wittenberg, Đức dưới sự hướng dẫn của GS Wolfgang Vogel (cũng là GS hướng dẫn của GS Ngô Việt Trung). Về nước ông tiếp tục bảo vệ luận án tiến sĩ khoa học năm 1995 tại Viện Toán học Việt Nam. Ông được phong hàm phó giáo sư năm 1996 và là giáo sư từ năm 2004.
Ông làm việc tại Viện Toán học từ năm 1981, nơi ông giữ chức viện phó từ năm 1998 đến năm  2011. Từ tháng 6 năm 2011 đến tháng 10 năm 2013 ông làm việc tại Viện Nghiên cứu cao cấp về Toán (VIASM) với vị trí giám đốc điều hành. Từ năm 2013 đến 2017, ông giữ chức viện trưởng Viện Toán học Việt Nam.
Ông là chủ tịch của Hội Toán học Việt Nam nhiệm kì 2008 - 2013 và là chủ tịch của Hội Toán học Đông Nam Á (SEAMS) nhiệm kì 2012-2013. Năm 2011, ông được bầu làm viện sĩ Viện Hàn lâm Khoa học Thế giới thứ ba.
Hướng nghiên cứu chính của ông là đại số giao hoán, hình học đại số và tổ hợp.
Theo nhà báo Hàm Châu, GS Hoa là người đã cùng GS Vũ Đình Hòa dạy kèm Ngô Bảo Châu trong những năm trung học.
Năm 2017 ông được trao giải thưởng Hồ Chí Minh đợt V về khoa học và công nghệ (cùng với GS Ngô Việt Trung và GS Nguyễn Tự Cường) về cụm công trình "Các bất biến và cấu trúc của vành địa phương vành phân bậc".